# 馬繼祖
馬繼祖（1450年—1522年），字崇功，直隸揚州府泰州如皐縣人，明朝政治人物。

## 生平
弘治二年（1489年）中式己酉科應天府鄉試第三十名舉人。弘治三年（1490年）联捷庚戌科會試第一百六名，三甲第二十五名進士。翌年，出任山東博興縣知縣。弘治十一年（1497念）正月，拜南京雲南道监察御史。十四年十月差福建、廣東清理屯田。

## 家族
曾祖馬通；祖父馬定，贈衛經歷；父馬俊，衛經歷。嫡母范氏（封孺人）；生母傅氏。慈侍下。弟繼宗。